# ダグリ岬遊園地
ダグリ岬遊園地（ダグリみさきゆうえんち）は、鹿児島県志布志市志布志町夏井に所在する遊園地。志布志市の遊具メーカーである谷口製作所が管理・運営を行っている。1981年（昭和56年）1月1日に開園し、2005年（平成17年）以降、鹿児島県内唯一の遊園地となっている。また、日本最南端の遊園地でもある。

## アトラクション
- 観覧車
- ハイクラウン
- おとぎ列車
- スペースドラゴン
- ロックンロール
- ゴーカート
- チェーンタワー
- パノラマモノレール

以上8つのアトラクションに加え、30を超えるコイン遊具と、夏休み期間のみ営業の流れるプールがある。

## 利用案内
- 開園時間 - 10:00～17:00（最終入園は16:30）
- 定休日 - 毎週火曜日。火曜日が祝日の場合は翌日[7]。
- 料金 - 下表参照。団体割引は15～29名までは入園料1割引、30名以上は入園料2割引き[8]。

| 料金表       | 基本料金                      | 志布志市内在住の場合          |
| ------------ | ----------------------------- | ----------------------------- |
| 入園券       | 300円（3歳未満:無料）         | 150円（3歳未満:無料）         |
| 回数券       | 5回分 - 1400円 8回分 - 2000円 | 5回分 - 1400円 8回分 - 2000円 |
| 1回券        | 300円                         | 300円                         |
| プール利用券 | 300円（3歳以上必要）          | 300円（3歳以上必要）          |

## 交通アクセス
- JR日南線志布志駅から車で約10分、または大隅夏井駅から徒歩で約6分[9]
- 東九州自動車道曽於弥五郎インターチェンジから車で約35分[9]